# Дорожів
Доро́жів — пасажирський залізничний зупинний пункт Львівської дирекції Львівської залізниці.
Розташований біля села Верхній Дорожів, Дрогобицький район Львівської області на лінії Стрий — Самбір між станціями Дрогобич (20 км) та Дубляни (9 км).
Станом на травень 2019 року щодня чотири пари електропотягів прямують за напрямком Самбір — Стрий.